# Wabash megye (Indiana)
Wabash megye az Amerikai Egyesült Államokban, azon belül Indiana államban található. Megyeszékhelye és legnagyobb városa Wabash. Lakosainak száma 30 976 fő (2020. április 1.). Wabash megye Kosciusko, Whitley, Huntington, Grant, Miami és Fulton megyékkel határos.

## Népesség
A megye népességének változása:
| Lakosok száma | 32 852 | 32 584 | 32 422 | 32 358 | 32 138 | 30 976 |
|               | 2010   | 2011   | 2012   | 2013   | 2015   | 2020   |